# Cnemotettix miniatus
Cnemotettix miniatus is een rechtvleugelig insect uit de familie Anostostomatidae. De wetenschappelijke naam van deze soort is voor het eerst geldig gepubliceerd in 1973 door Rentz & Weissman.